# Maurice d'Ocagne
 Philbert-Maurice d'Ocagne, född 25 mars 1862 i Paris, Frankrike, död 23 september 1938 i Le Havre, Frankrike, var en fransk matematiker som grundade fältet nomografi, den grafiska metoden för beräkningen av algebraiska ekvationer på diagram som han kallade ett nomogram.

## Biografi
d´Ocagne gick på gymnasiet på Lycée Fontanges-skolan i Paris och studerade därefter vid Chaptal college. År 1877 publicerade han sitt första matematiska arbete och 1880 började han vid École Polytechnique där han publicerade flera artiklar om matematik. Från 1885 arbetade han under sex år som ingenjör och medverkade i vattenverksprojekt i Rochefort och Cherbourg, och arbetade sedan i Seine-et-Oise, vid bosättningen i Pontoise. Från 1882 fortsatte att publicera artiklar om matematik i Academy of Sciences. Flera stora tidskrifter publicerar hans verk, såsom Journal of the École Polytechnique, Bulletin de la Société Mathématique de France, Acta Mathematica, Archiv der Mathematik und Physik och American Journal of Mathematics. Han blev föreläsare vid École Polytechnique 1893 och utnämndes 1894 till professor vid École Nationale des Ponts et Chaussées. År 1891 började han publicera artiklar om nomografi och 1893 började han arbeta vid fakulteten vid Polytechnic School, först som instruktör för astronomi och geodesi, men blev i början av 1912 chef för institutioonen för geometri. 
År 1901 utsågs d´Ocagne till vice chef för den allmänna kartläggningen av Frankrike. Tio år senare blev han chef för avdelningen för kartor, planer och precisionsinstrument vid institutionen för offentliga arbeten och utnämndes till chefsingenjör 1908 och blev överinspektör för vägar och broar 1920.